# Mirosternus maurus
Mirosternus maurus là một loài bọ cánh cứng thuộc họ Ptinidae.